# 電通事件
電通事件（でんつうじけん）は1991年8月27日に電通の社員が過労により自殺した事件、およびこの社員の長時間労働について使用者である電通に安全配慮義務違反が認定された判例である。
「過労自殺」という概念はこの事件によって初めてクローズアップされるようになったといわれる。

## 事件概要
1991年8月27日、電通に入社して2年目の男性社員(当時24歳)が、自宅で自殺した。男性社員の1か月あたりの残業時間は147時間にも及んだとされる。遺族は、会社に強いられた長時間労働によりうつ病を発生したことが原因であるとして、会社に損害賠償請求を起こした。これは、過労に対する安全配慮義務を求めた最初の事例とされ、この訴訟をきっかけとして過労死を理由にした企業への損害賠償請求が繰り返されるようになったといわれる。2000年、この裁判は同社が遺族に1億6800万円の賠償金を支払うことで結審した。
判決では、酒席で上司から靴の中に注がれたビールを飲むよう強要されたり、靴の踵で叩かれるなどのパワーハラスメントの事実も認定された。